# Góry Teshio
Góry Teshio (jap. 天塩山地 Teshio-sanchi) – łańcuch górski, który przebiega południkowo wzdłuż północno-zachodniego wybrzeża japońskiej wyspy Hokkaido (Hokkaidō). Dwa najwyższe szczyty to: Pisshiri 1032 i Santō 1009 m n.p.m..